# Arnold Taraborrelli
Arnold Taraborrelli (Filadelfia, 31 de agosto de 1931 - Madrid, 7 de enero de 2024) fue un bailarín, coreógrafo y maestro de danza estadounidense afincado en España. En 1995 recibió la medalla de plata de las Bellas Artes de la Comunidad de Madrid.

## Biografía
Taraborrelli nació en Filadelfia, hijo de inmigrantes italianos. Estudió danza en Nueva York y Filadelfia con José Limón y Matox F. Lensky. Entre 1954-1964 colaboró con el Ballet de San Juan de Puerto Rico como bailarín y coreógrafo. En ese país conocería a Lola Flores, cuyo especial tronío fue al parecer uno de los motivos para trasladarse luego a España. Tras una temporada trabajando en Londres para la televisión británica (colaborando con Xavier Cugat y Edmundo Ros), decidió instalarse en la capital española donde trabajó inicialmente en el estudio de Karen Taft en la calle de la Libertad (y más tarde en el estudio del número 9 de la calle del General Oraá).
En Madrid desarrolló su actividad como coreógrafo, preparador de actores, escenógrafo y cartelista, formando equipo con William Layton y Miguel Narros como profesor de Movimiento en experiencias como el Teatro Estudio de Madrid, el TEM y el TEC, y trabajando con José Carlos Plaza, Fernando Fernán Gómez, Francisco Nieva o José Luis Alonso, en montajes como Tío Vania, Retrato de dama con perrito, Así que pasen cinco años, Woyzeck, Carmen, Carmen (1988), El sueño de una noche de verano, entre otras muchas.
Entre sus alumnos pueden citarse los nombres de Nacho Duato, Carmen Maura, Miguel Ríos, Miguel Bosé, Luz Casal, o de sagas familiares de actores como Ana Belén o María Pastor (cuya madre y abuela también fueron «discípulas de Arnold»). Es tío de Jay Randy Taraborrelli (biógrafo de famosos como Michael Jackson, Madonna, Marilyn Monroe o Frank Sinatra.
Falleció en el Hospital Universitario Fundación Jiménez Díaz el 7 de enero de 2024, a los 92 años. Dias antes había sido ingresado en el centro hospitalario por complicaciones respiratorias. Arnold decidió donar su cuerpo a la ciencia, por lo que no hubo velatorio ni entierro.